# 郭河乡
郭河乡，是中华人民共和国甘肃省陇南市武都区下辖的一个乡镇级行政单位。

## 行政区划
郭河乡下辖以下地区：
旧面下村、传子山村、斗子坪村、寺山村、候家湾村、王董村、八海村、符家山村、营寨村、绿化村、玉头村、郭河村、下成村、柏桃村、马儿沟村和赤洛村。